# Massimo Ficcadenti
Massimo Ficcadenti (Fermo, 6 novembre 1967) è un allenatore di calcio ed ex calciatore italiano, di ruolo centrocampista.

## Caratteristiche tecniche

### Giocatore
Centrocampista centrale, veniva impiegato prevalentemente in fase di copertura, come mediano di interdizione davanti alla difesa.

### Allenatore
Privilegia il 4-3-3, con una punta centrale forte fisicamente affiancata da due attaccanti di movimento.

## Carriera

### Giocatore
Dopo gli esordi nella Sangiorgese, nel 1985 passa alla Sambenedettese, con cui debutta in Serie B conquistando il posto da titolare nel centrocampo marchigiano nella stagione 1988-1989, conclusa con la retrocessione in Serie C1.
Acquistato dal Messina, vi rimane per tre stagioni da titolare, sempre nella serie cadetta, ottenendo due salvezze (la prima dopo uno spareggio con il Monza) e retrocedendo al termine del campionato 1991-1992. Nel 1992 si trasferisce al Verona, appena retrocesso nella serie cadetta: rimane in gialloblu per cinque stagioni consecutive, quattro di Serie B e l'ultima di Serie A. Debutta nella massima serie il 29 settembre 1996 contro il Cagliari, disputando 19 partite nel campionato di Serie A 1996-1997 concluso al penultimo posto in classifica, con la retrocessione degli scaligeri.

Ficcadenti in azione alla Sambenedettese nel campionato di Serie B 1988-1989

Nel 1997 si trasferisce al Torino, in Serie B. Vi rimane per tre stagioni come rincalzo a centrocampo, conquistando una nuova promozione nella massima serie nel 1999 e collezionando 12 presenze nel campionato di Serie A 1999-2000, anch'esso terminato con la retrocessione della sua squadra. Chiude la carriera al Ravenna, che lo ingaggia nel marzo del 2001, disputando 2 partite in Serie B.
In carriera ha disputato 31 partite in Serie A, e 309 partite con 18 reti in Serie B.

### Allenatore
Nel gennaio del 2002 esordisce come allenatore, subentrando a Fabio Querin sulla panchina del Fiorenzuola in Serie C2; sprovvisto di patentino, viene affiancato da Marco Bozzi. La stagione si conclude al penultimo posto in classifica con retrocessione in Serie D del club emiliano, afflitto da problemi societari, e Ficcadenti viene chiamato alla guida dell'Avellino, in Serie C1, dove viene esonerato dopo le prime partite di Coppa Italia, senza nemmeno iniziare il campionato.
Nel campionato di Serie C1 2003-2004 viene chiamato ad allenare la Pistoiese, dove ottiene, con una rosa giovane e qualche problema societario, un piazzamento di centroclassifica dopo una partenza negativa in campionato.
Dal 2004 ha iniziato ad allenare il Verona, in Serie B. Dopo due stagioni in cui ottiene il 7º ed il 15º posto, mostrando un buon gioco, nel campionato 2006-2007 non ottiene i risultati sperati, e il 23 dicembre 2006, dopo Verona-Mantova 0-3, viene esonerato dopo una serie negativa di 7 sconfitte e un pari nelle ultime 8 gare, con il Verona in zona retrocessione. Per la stagione 2007-2008 viene ingaggiato come allenatore della Reggina in Serie A, voluto dal presidente Pasquale Foti e dopo una lunga trattativa per svincolarsi dal Verona. L'esperienza a Reggio dura 10 giornate, dopo le quali viene esonerato a causa dei risultati negativi ottenuti con soli 5 punti e una sola vittoria.
Dalla fine di gennaio 2009 è di nuovo a Verona in veste di consulente di mercato del nuovo presidente Martinelli, ruolo che abbandona nel giugno dello stesso anno. L'11 novembre 2009 diventa l'allenatore del Piacenza Calcio in Serie B, sostituendo l'esonerato Fabrizio Castori. Con Ficcadenti il Piacenza ritrova gioco e risultati, conquistando la salvezza alla penultima giornata.
Il 12 giugno 2010 viene ingaggiato come allenatore del Cesena, neopromosso in Serie A. L'avvio di campionato è positivo: dopo tre giornate i romagnoli sono in testa alla classifica insieme all'Inter. La squadra termina il campionato al 15º posto con 43 punti, ottenendo la salvezza in anticipo; il 20 maggio 2011 Ficcadenti decide di comune accordo con la società di non rinnovare il contratto.
Il 16 agosto dello stesso anno, viene annunciato ufficialmente il suo ingaggio come nuovo allenatore del Cagliari. L'8 novembre 2011 viene esonerato dopo cinque partite senza vittorie, l'ultima delle quali persa contro l'Atalanta; gli subentra Davide Ballardini. L'11 marzo viene richiamato dal presidente Massimo Cellino dopo la sconfitta per 6-3 rimediata a Napoli, e viene riconfermato anche per l'inizio della stagione 2012-2013. Nelle prime 6 partite ottiene 2 pari e 4 sconfitte che portano la squadra all'ultimo posto in classifica e gli costano la panchina: il 2 ottobre successivo viene nuovamente esonerato.
Il 29 dicembre 2013 viene scelto come nuovo allenatore dell'FC Tokyo, squadra militante nella massima serie del campionato di calcio giapponese. Dopo due stagioni alla guida della squadra della capitale, dove raggiunge un quinto ed un terzo posto, nel gennaio 2016 firma per il Sagan Tosu, sempre nella J. League Division 1. Riesce ad ottenere un undicesimo e un ottavo posto, venendo poi esonerato alla sua terza stagione, con la squadra al penultimo posto in classifica a 6 giornate dal termine.
Il 25 settembre 2019 subentra sulla panchina dei Nagoya Grampus al posto di Yahiro Kazama con il team all'undicesimo posto. Nella stagione successiva conquista il terzo posto e l'accesso alla AFC Champions League 2021, dove la squadra raggiunge i quarti di finale. Nel 2021 il Grampus conclude il campionato al quinto posto e vince la Coppa J.League, ma a fine stagione Ficcadenti lascia la panchina a Kenta Hasegawa.

## Statistiche

### Statistiche da allenatore
Statistiche aggiornate al 30 dicembre 2021. In grassetto le competizioni vinte.
| gen.-giu. 2002        | Fiorenzuola           | C2                    | 13+2 | 2+0 | 6+1 | 5+1 | CI-C    | 0   | 0   | 0   | 0   | -   | - | - | - | - | - | - | - | - | - | 15  | 2   | 7   | 6   | 13,33 | 17º (retr.)     |
| ago. 2002             | Avellino              | C1                    | 0    | 0   | 0   | 0   | CI-C    | 3   | 1   | 0   | 2   | -   | - | - | - | - | - | - | - | - | - | 3   | 1   | 0   | 2   | 33,33 | Eson.           |
| 2003-2004             | Pistoiese             | C1                    | 34   | 11  | 11  | 12  | CI-C    | 4   | 2   | 0   | 2   | -   | - | - | - | - | - | - | - | - | - | 38  | 13  | 11  | 14  | 34,21 | 10º             |
| 2004-2005             | Verona                | B                     | 42   | 15  | 16  | 11  | CI      | 3   | 1   | 0   | 2   | -   | - | - | - | - | - | - | - | - | - | 45  | 16  | 16  | 13  | 35,56 | 7º              |
| 2005-2006             | Verona                | B                     | 42   | 10  | 19  | 13  | CI      | 2   | 1   | 0   | 1   | -   | - | - | - | - | - | - | - | - | - | 44  | 11  | 19  | 14  | 25,00 | 15º             |
| ago.-dic. 2006        | Verona                | B                     | 18   | 2   | 5   | 11  | CI      | 2   | 1   | 0   | 1   | -   | - | - | - | - | - | - | - | - | - | 20  | 3   | 5   | 12  | 15,00 | Eson.           |
| Totale Hellas Verona  | Totale Hellas Verona  | Totale Hellas Verona  | 102  | 27  | 40  | 35  |         | 7   | 3   | 0   | 4   |     | - | - | - | - |   | - | - | - | - | 109 | 30  | 40  | 39  | 27,52 |                 |
| ago.-nov. 2007        | Reggina               | A                     | 10   | 0   | 5   | 5   | CI      | 1   | 1   | 0   | 0   | -   | - | - | - | - | - | - | - | - | - | 11  | 1   | 5   | 5   | &9,09 | Eson.           |
| nov. 2009-2010        | Piacenza              | B                     | 29   | 11  | 11  | 7   | CI      | -   | -   | -   | -   | -   | - | - | - | - | - | - | - | - | - | 29  | 11  | 11  | 7   | 37,93 | Sub. 15º        |
| 2010-2011             | Cesena                | A                     | 38   | 11  | 10  | 17  | CI      | 1   | 0   | 0   | 1   | -   | - | - | - | - | - | - | - | - | - | 39  | 11  | 10  | 18  | 28,21 | 15º             |
| 2011-2012             | Cagliari              | A                     | 21   | 6   | 7   | 8   | CI      | -   | -   | -   | -   | -   | - | - | - | - | - | - | - | - | - | 21  | 6   | 7   | 8   | 28,57 | Eson., Sub. 15º |
| ago.-set. 2012        | Cagliari              | A                     | 6    | 0   | 2   | 4   | CI      | 1   | 1   | 0   | 0   | -   | - | - | - | - | - | - | - | - | - | 7   | 1   | 2   | 4   | 14,29 | Eson.           |
| Totale Cagliari       | Totale Cagliari       | Totale Cagliari       | 27   | 6   | 9   | 12  |         | 1   | 1   | 0   | 0   |     | - | - | - | - |   | - | - | - | - | 28  | 7   | 9   | 12  | 25,00 |                 |
| 2014                  | FC Tokyo              | J1                    | 34   | 12  | 12  | 10  | CdI+JLC | 2+6 | 1+2 | 0+1 | 1+3 | -   | - | - | - | - | - | - | - | - | - | 42  | 15  | 13  | 14  | 35,71 | 9º              |
| 2015                  | FC Tokyo              | J1                    | 34   | 19  | 6   | 9   | CdI+JLC | 2+8 | 1+3 | 0+4 | 1+1 | -   | - | - | - | - | - | - | - | - | - | 44  | 23  | 10  | 11  | 52,27 | 4º              |
| Totale Tokyo FC       | Totale Tokyo FC       | Totale Tokyo FC       | 68   | 31  | 18  | 19  |         | 18  | 7   | 5   | 6   |     | - | - | - | - |   | - | - | - | - | 86  | 38  | 23  | 25  | 44,19 |                 |
| 2016                  | Sagan Tosu            | J1                    | 34   | 12  | 10  | 12  | CdI+JLC | 3+6 | 2+0 | 0+4 | 1+2 | -   | - | - | - | - | - | - | - | - | - | 43  | 14  | 14  | 15  | 32,56 | 11º             |
| 2017                  | Sagan Tosu            | J1                    | 34   | 13  | 8   | 13  | CdI+JLC | 2+6 | 1+1 | 0+2 | 1+3 | -   | - | - | - | - | - | - | - | - | - | 42  | 15  | 10  | 17  | 35,71 | 8º              |
| 2018                  | Sagan Tosu            | J1                    | 28   | 7   | 8   | 13  | CdI+JLC | 0+5 | 0+1 | 0+1 | 0+3 | -   | - | - | - | - | - | - | - | - | - | 19  | 4   | 4   | 11  | 21,05 | Eson.           |
| Totale Sagan Tosu     | Totale Sagan Tosu     | Totale Sagan Tosu     | 96   | 32  | 26  | 38  |         | 22  | 5   | 7   | 10  |     | - | - | - | - |   | - | - | - | - | 114 | 37  | 33  | 48  | 32,46 |                 |
| 2019                  | Nagoya Grampus        | J1                    | 8    | 1   | 4   | 3   | CdI+JLC | 0   | 0   | 0   | 0   | -   | - | - | - | - | - | - | - | - | - | 8   | 1   | 4   | 3   | 12,50 | Sub., 13º       |
| 2020                  | Nagoya Grampus        | J1                    | 34   | 19  | 6   | 9   | CdI+JLC | 4   | 2   | 1   | 1   | -   | - | - | - | - | - | - | - | - | - | 38  | 21  | 7   | 10  | 55,26 | 3º              |
| 2021                  | Nagoya Grampus        | J1                    | 38   | 19  | 9   | 10  | CdI+JLC | 4+5 | 3+4 | 0+0 | 1+1 | ACL | 8 | 6 | 0 | 2 | - | - | - | - | - | 55  | 32  | 9   | 14  | 58,18 | 5º              |
| Totale Nagoya Grampus | Totale Nagoya Grampus | Totale Nagoya Grampus | 80   | 39  | 19  | 22  |         | 13  | 9   | 1   | 3   |     | 8 | 6 | 0 | 2 |   | - | - | - | - | 101 | 54  | 20  | 27  | 53,47 |                 |
| Totale carriera       | Totale carriera       | Totale carriera       | 499  | 170 | 156 | 173 |         | 70  | 29  | 13  | 28  |     | 8 | 6 | 0 | 2 |   | - | - | - | - | 577 | 205 | 169 | 203 | 35,53 |                 |

## Palmarès

### Allenatore

#### Club
- Coppa J.League: 1

Nagoya Grampus: 2021